# Día Internacional de la Energía Limpia
El Día Internacional de la Energía Limpia es una jornada conmemorativa que se celebra anualmente el 26 de enero desde 2024, establecida por la Asamblea General de las Naciones Unidas el 25 de agosto de 2023.

## Proclamación
La Asamblea General de las Naciones Unidas proclamó el Día Internacional de la Energía Limpia, enfocándose en la importancia del acceso a energías sostenibles y modernas. Dicha proclamación se fundamenta en una serie de resoluciones previas, desde 1998 hasta 2022, y se enmarca en el objetivo de erradicar la pobreza y promover el desarrollo sostenible en sus dimensiones económica, social y ambiental, como se establece en la Agenda 2030 para el Desarrollo Sostenible y el Objetivo de Desarrollo Sostenible.

## Celebración
El 26 de enero, coincidiendo con la fecha de fundación de la Agencia Internacional de las Energías Renovables (IRENA), fue seleccionado para conmemorar anualmente el Día Internacional de la Energía Limpia. Esta elección subraya el rol fundamental de IRENA en la promoción de energías limpias a nivel global. Este día no solo promueve la utilización de energías renovables, como solar, eólica y hidroeléctrica, sino que también enfatiza la necesidad de un enfoque sostenible en el uso de la energía, considerando la eficiencia, el impacto ambiental y la equidad en su acceso y distribución. En la celebración de este día, participan activamente Estados miembros, organizaciones del sistema de las Naciones Unidas, sociedad civil y el sector privado, con el objetivo de fomentar iniciativas que promuevan la energía limpia y sostenible. La primera conmemoración tuvo lugar el 25 de agosto de 2023.